# Iglesia católica apostólica mexicana
Se conoce como Iglesia Católica Apostólica Mexicana a la comunidad  que conforman la Iglesia Católica en México de forma separatista, con el gentilicio o nombre propio de “Católicos-Mexicanos”

## Historia

### Fundación
El 18 de febrero de 1925, los sacerdotes José Joaquín Pérez Budar y Manuel Luis Monge, y el laico Ángel Jiménez Juárez, por órdenes del presidente de México Plutarco Elias Calles lanzaron un manifiesto, llamando a la fundación de una Iglesia Mexicana, independiente de la de Roma, defendiendo el uso del español en las ceremonias, oponiéndose al celibato y al cobro de tarifas por los sacramentos y mostrando un nacionalismo respetuoso de las leyes y de la Constitución de 1917, entre otras cosas.
Enterado el presidente de México  concedió a los independentistas el uso del Templo de Nuestra Señora de la Soledad, ubicado a unas cuadras del Mercado de La Merced en la Ciudad de México, pero debido a las fricciones con la Iglesia de Roma, prefirió cederles el Templo de Corpus Christi.
José Joaquín Pérez Budar fue consagrado obispo, el 17 de octubre de 1926, en el Templo de Santa María de Gracia de Chicago, Illinois, por Henry Carmel Carfora, Arzobispo Primado de los Estados Unidos de América y de Canadá de la  Iglesia Católica Antigua norteamericana; y asumió el título de Patriarca.